# 刘励
刘励（1975年3月17日—2020年3月20日），女，武汉市中心医院伦理委员会成员，于2020年3月20日在武汉市金银潭医院离世，为武漢市中心醫院因2019冠状病毒病去世的第5名医生。